# Опівнічне сонце (фільм, 2018)
«Опівнічне сонце» (англ. Midnight Sun) — мелодраматична стрічка про дівчину, яка хворіє на ксеродерму та таємно закохана в колишнього випускника школи.

## Сюжет
Змалечку Кеті Прайс хворіє на генетичну хворобу. Через чутливість до сонячного світла дівчина виходить на двір тільки в ночі. Компанію їй складає батько Джек або друг Морган. Одного вечора дівчина зустрічає Чарлі, в якого вона давно закохана. Він починає з нею розмовляти. Вона втікає додому, залишивши записник. Наступного дня хлопець повертає його та розповідає, що через травму не отримав стипендію в університеті.
Кеті не наважується розповісти Чарлі про свою хворобу. Вони гуляють Сіетлом. Після нічного купання в озері Чарлі пропонує зустріти схід сонця разом. Кеті швидко тікає, але не встигає вчасно сховатися від сонця і промені потрапляють на її шкіру. Морган розповідає Чарлі про хворобу.
Кеті починає уникати Чарлі, але батько переконує її не ігнорувати друга. Хлопець намагається здивувати й радувати дівчину, дізнавшись невтішні результати аналізів. 

## У ролях
| Актор               | Роль         |
| ------------------- | ------------ |
| Белла Торн          | Кеті Прайс   |
| Патрік Шварценеггер | Чарлі        |
| Роб Ріґґл           | Джек Прайс   |
| Квінн Шепард        | Морган       |
| Дженн Гріффін       | Барб         |
| Ніколас Кумбе       | Гарбер       |
| Тіера Сковбай       | Зої Кармайкл |
| Пол Мак-Джилліон    | Блейк Джонс  |
| Алекс Пенгберн      | Вес          |
| Остін Обіаджунва    | Овен         |
| Сергій Горобченко   | Ніколас      |

## Створення фільму

### Виробництво
Знімання фільму почались у 2015 році та проходили в Ванкувері.

### Знімальна група
- Кінорежисер — Скотт Спір
- Сценарист — Ерік Кірстен
- Кінопродюсери — Джен Гатіен, Джон Рікард, Зак Шиллер
- Кінооператор — Карстен Гопінат
- Кіномонтаж — Мішель Гаррісон, Тіа Нолан
- Композитор — Нейт Велкотт
- Художник-постановник — Ерік Фрейзер
- Підбір акторів — Річ Деліа[3].

## Сприйняття
Фільм отримав негативні відгуки. На сайті Rotten Tomatoes оцінка стрічки становить 21 % на основі 56 відгуків від критиків (середня оцінка 4,2/10) і 53 % від глядачів із середньою оцінкою 3,3/5 (1 123 голоси). Фільму зарахований «гнилий помідор» від кінокритиків та «розсипаний попкорн» від глядачів, Internet Movie Database — 6,6/10 (12 180 голосів), Metacritic — 38/100 (14 відгуків критиків) і 4,2/10 (17 відгуків від глядачів).